# James Cook
James Cook (Marton kod Middlesbrougha, 27. listopada 1728. – Kealakekua Bay, Havaji, 14. veljače 1779.), bio je engleski pomorac i istraživač.

## Životopis

### Mladost
Cook je rođen u selu Marton u Yorkshire, danas predgrađe grada Middlesbrough. Kršten je u lokalnoj crkvi "St. Cuthbert", što je ubilježeno u crkvenim zapisima. Bio je drugo od osmero djece Jamesa Cooka, škotskog radnika na farmi iz sela Ednam u blizini gradića Kelso, i žene Grace Pace iz okolice, rođene u gradiću Thornaby-on-Tees. Godine 1736. obitelj je preselila na farmu Airey Holme u selu Great Ayton, gdje je očev poslodavac, Thomas Skottowe, platio kako bi James mogao ići u lokalnu školu. Nakon pet godina školovanja, 1741. počeo je raditi s ocem, koji je postao upravitelj farme. "Cooks' Cottage", zadnji dom njegovih roditelja u kojem je boravio sada se nalazi u Melbourneu. Godine 1934. ciglu po ciglu raskopan je i ponovno složen u Australiji. Godine 1745. u dobi od šesnaest godina Cook je preselio u 32 km udaljeno ribarsko selo Staithes, gdje je radio kao naučnik u trgovini Williama Sandersona. Nakon 18 mjeseci naučništva, nije zadovoljio uvjete te je otišao u grad Whitby gdje je upoznao Sandersonove prijatelje Johna i Henryja Walkera koji su bili vlasnici brodova i bavili se trgovinom ugljena. Cook je počeo raditi kao naučnik u njihovoj maloj floti brodova razvozeći ugljen duž engleske obale. Kao dio učenja Cook je savladao potrebna znanja algebre, geometrije, trigonometrije, navigacije i astronomije. Nakon što je završio tri godine kao naučnik, počeo je raditi na trgovačkim brodovima u Baltičkom moru.
Nakon što je položio ispit 1752. brzo je napredovao kroz činove trgovačke mornarice. Godine 1755. mjesec dana nakon što je dobio zapovjedništvo nad svojim prvim brodom, dobrovoljno se javio Kraljevskoj mornarici koja se je pripremala za sukob koji je kasnije nazvan Sedmogodišnji rat. Cook je oženio Elizabeth Batts (1742. – 1835.), kćerku Samuela Battsa, jednog od njegovih mentora. Vjenčanje je bilo 21. prosinca 1762. u crkvi "St. Margaret's Church" u gradu Barking, Essex. Par je imao šestero djece: James (1763. – 1794.), Nathaniel (1764. – 1781)., Elizabeth (1767. – 1771.), Joseph (1768. – 1768.), George (1772. – 1772.) i Hugh (1776. – 1793.). Cook nema potomaka, njegova djeca su umrla bez vlastite djece.     
Mornar po prirodi, Cook se pridružio Kraljevskoj mornarici 1755. u dobi od 26 godina, a do 29. je bio zapovjednik kraljevskoga broda Pembroke sa 64 topa. Cook se istaknuo u Sedmogodišnjem ratu između Francuske i Britanije (1756. – 1763.) i svojim pomorskim kartama i istraživanjima na rijeci St. Lawrence tijekom pohoda generala Jamesa Wolfea protiv Quebeca. Sljedeće su ekspedicije oko Newfoundlanda potvrdile njegov ugled nadarenoga pomorskog istraživača i ratna mornarica počela je računati s njime za veće pothvate.

### Put naTahiti
Ratna mornarica namijenila mu je zadaću da odjedri do Tahitija i promatra prijelaz Venere preko Sunca kako bi se mogla odrediti udaljenost između Zemlje i Sunca. U sastavu Cookove skupine su, osim astronoma, bili i drugi znanstvenici, uključujući i amaterskoga botaničara Josepha Banksa, čija je zadaća bila zabilježiti biljke i životinje na putovanju. Cook je dobio i omotnicu s tajnim naredbama, koju nije smio otvoriti dok ne završi prvi dio svoje zadaće. 
Endeavour je napustio Plymouth 1768. s 94 ljudi. Svjestan bolesti i smrti koje skorbut može izazvati na dugome putovanju, Cook je ustrajao na nabavci svježega povrća i mesa kad god je to bilo moguće. U osmomjesečnome putovanju do Tahitija, nitko nije obolio od skorbuta. Mornarima umornima od mora, Tahiti je bio raj. Ljudi su se činili bezbrižnima, a mnoge su žene bile privlačne i pristupačne. No ubrzo je posada počela pobolijevati od gonoreje. Cook je slutio da su je možda donijeli Europljani koji su ondje bili prije njih.

### Tajne naredbe
Nakon promatranja putanje Venere preko Sunca, Cook je otvorio svoje tajne naredbe. One su ga upućivale da nastavi južno, do 40° zemljopisne širine, "zbog pretpostavke se ondje možda može otkriti prostrani kontinent ili zemlja". Ratna je mornarica takve podatke djelomično zasnivala na teorijama o Terri Australis Incogniti, „nepoznatoj južnoj zemlji“, za koju su geografi osjećali da mora postojati zbog ravnoteže sa zemljanim masama sjeverne polutke. Ako Cook pronađe takav kontinent, trebao je istražiti njegovo tlo, životinje, biljke, minerale i trgovačke mogućnosti. U suprotnomu, trebao se vratiti na zapad, da otkrije druge zemlje.

### Novi Zeland
Uzevši Tahićanina domoroca za tumača, Cook je otplovio na jug, no kada nakon višetjednoga putovanja nisu pronašli nikakvo kopno, okrenuo se u smjeru Novoga Zelanda. Ploveći oko njega otkrili su da se sastoji od dvaju velikih otoka i proveli su šest mjeseci istražujući ih. Tjesnac između dva glavna otoka Novog Zelanda nazvan je Cookov prolaz. Cook se divio snijegom pokrivenim vrhovima Novoga Zelanda, s ledenjacima koji su se spuštali kroz šume. Joseph Banks je pronašao oglodane ljudske kosti, kao siguran dokaz da su Maori bili kanibali. Nakon završenoga istraživanja, Cook je nastavio prema zapadu, slijedeći upute da pronađe veliku južnu zemlju i da se uputi kući preko Rta Dobre Nade.

### Australija
Nakon tri tjedna, Cook je ugledao kopno. To nije moglo biti ništa drugo nego istočna obala Nove Nizozemske. Poslije će se ta zemlja zvati Australijom, ali je tada nazvana prema mnogobrojnim nizozemskim putovanjima duž njezine zapadne obale nakon prvoga zabilježenog otkrića 1606. nizozemskoga kapetana Jansza.
Dana 28. travnja 1770., nakon tjedan dana plovidbe prema sjeveru duž obale, ugledali su malenu uvalu iza koje je bila nizina s rijetkim drvećem eukaliptusa. Banks je pronašao toliko mnogo novih biljaka da je Cook taj zaljev nazvao Botany Bay. Pomno je ucrtano gotovo 3200 km u pomorsku kartu. Zamalo je završilo kobno kada se Endeavour nasukao probijenog trupa na Velikome koraljnom grebenu. Oslobođen je izvanrednom pomorskom vještinom, a trebalo je šest tjedana da se brod popravi. Banks je zapisao prve bilješke o životinjama poput divovskih zečeva, za koje je rekao da ih lokalni ljudi nazivaju „klokanima“. Slijedeći obalu Cook je oplovio oko najsjevernije točke, koji je nazvao Rt York. Dokazao je da su Nova Nizozemska i Nova Gvineja odvojene zemljane mase, a da bi obilježio tu prigodu, istočnu je obalu Nove Nizozemske prisvojio za Britaniju. Ekspedicija se vratila u srpnju 1771., nakon tri godine putovanja. Iako nisu otkrivene nove zemlje, ostvareni su istraživački pothvati i otkrivene nove biljke i životinje. Cook je Europu učinio svjesnom Pacifika. Priča o tomu kako je Stari svijet iskoristio to izobilje još nije završena. Cook je oplovio Novi Zeland i ustvrdio da se sastoji od dva otoka, istražio do tada nepoznatu istočnu obalu Australije i ustvrdio da je Nova Gvineja samostalan otok. 

## Drugo Cookovo putovanje
Čim se kapetan Cook vratio sa svojega prvog putovanja u srpnju 1771., bio je spreman ponovno krenuli na put. Ratna se mornarica zanosila idejom o kontinentu južno od „Nove Nizozemske“ i dva su broda, Resolution i Adventure, opremljena za novu ekspediciju.
Dana 17. siječnja 1773. Cook je prešao antarktički krug, došavši do 67°16' zemaljske širine, južnije nego što je itko drugi prije doplovio, no nije pronašao kopno. Onda je u listopadu 1773. ponovo otplovio prema jugu, dva puta prešavši antarktički prsten. I dalje nije našao kopno. Samo je Antarktika ležala iza južnoga obzora, no Cook je znao da čak i ako postoji kontinent na tim ledenim zemljopisnim širinama, on ne bi imao veliku gospodarsku važnost.
Nakon ovih putovanja slava mu se proširila izvan Admiraliteta. Postao je fellow Kraljevskog društva i dobio je 1776. Copleyevu medalju zato što je uspješno dovršio drugo putovanje i da pritom nije izgubio niti jednog čovjeka zbog skorbuta.

## Treće Cookovo putovanje
Sljedeće je pitanje bilo postoji li morski put do Kine kroz sjeverozapadni prolaz iznad Kanade. Mnogi su istraživači tražili taj put od 16. stoljeća. Cook je odlučio pokušati s pacifičke strane. Krenuo je 14. srpnja 1776. ponovno u brodu Resolution, ali ga je ovaj put pratio i Discovery. Cook je doplovio do otočja Južnoga mora, zatim do Aljaske, otkrivši havajsku skupinu, koju je usput imenovao Sandwich otocima, a potom je istraživao Beringov prolaz – otplovio je prema sjeveru u arktički led, no nije mogao naći prolaz. Godine 1779. bio je prisiljen zbog leda vratiti se na Havajsko otočje, pripremio se da prezimi na Havajima, gdje je uživao velik ugled. No buknula je svađa zbog čamca ukradenoga s Discoveryja i Cook je ubijen u tom sukobu. Njegova se posada teškom mukom domogla ostataka svojega kapetana te ga je pokopala u more.

## Djela
- "Izvještaj o putovanju oko svijeta godine 1769. – 1771."
- "Putovanja prema Južnom polu i oko svijeta od 1772. – 1775."
- "Putovanje po Tihom oceanu od 1776. – 1782."
- "Dnevnik"